# Parco nazionale Los Alerces
Il parco nazionale Los Alerces è una grande area protetta  situata nella provincia di Chubut, in Argentina. Comprende il lago Futalaufquen, il fiume Arrayanes, il lago Verde ed il lago Menéndez. Per i suoi paesaggi è considerato uno dei parchi nazionali più belli dell'Argentina.
Fu istituito nel 1937 su una superficie di 263.000 ettari. Il motivo della sua creazione è la protezione e la conservazione dei boschi di Fitzroya cupressoides, uno degli alberi più longevi del pianeta ed in pericolo di estinzione.
Gli ambienti dell'area protetta possono essere inquadrati nell'ecoregione del bosco patagonico e della regione montuosa della Ande, con un clima temperato freddo ed inverni umidi con abbondanti nevicate. Nell'area si ritrova un complesso sistema lacustre con fiumi e ruscelli.
Dal 2017 è iscritto nella lista dei patrimoni dell'umanità dell'UNESCO.

## Storia

### Popoli indigeni
Circa 3.000 anni fa i primi indigeni che popolarono la regione furono gruppi di cacciatori-raccoglitori che occuparono la valle del fiume Desaguadero. Con ossa di animali fabbricavano bolas, punte di freccia ed aghi per cucire gli indumenti. Nelle pareti delle caverne in cui vivevano realizzarono pitture rupestri raffiguranti motivi geometrici e figure antropomorfe stilizzate, molto frequenti nelle zone a nord della Patagonia. I discendenti facevano parte delle popolazioni native dei tehuelche, che modificarono molte delle loro abitudini di vita con l'arrivo dei colonizzatori spagnoli. L'introduzione del cavallo permise una maggiore mobilità dei vari gruppi.

## Territorio

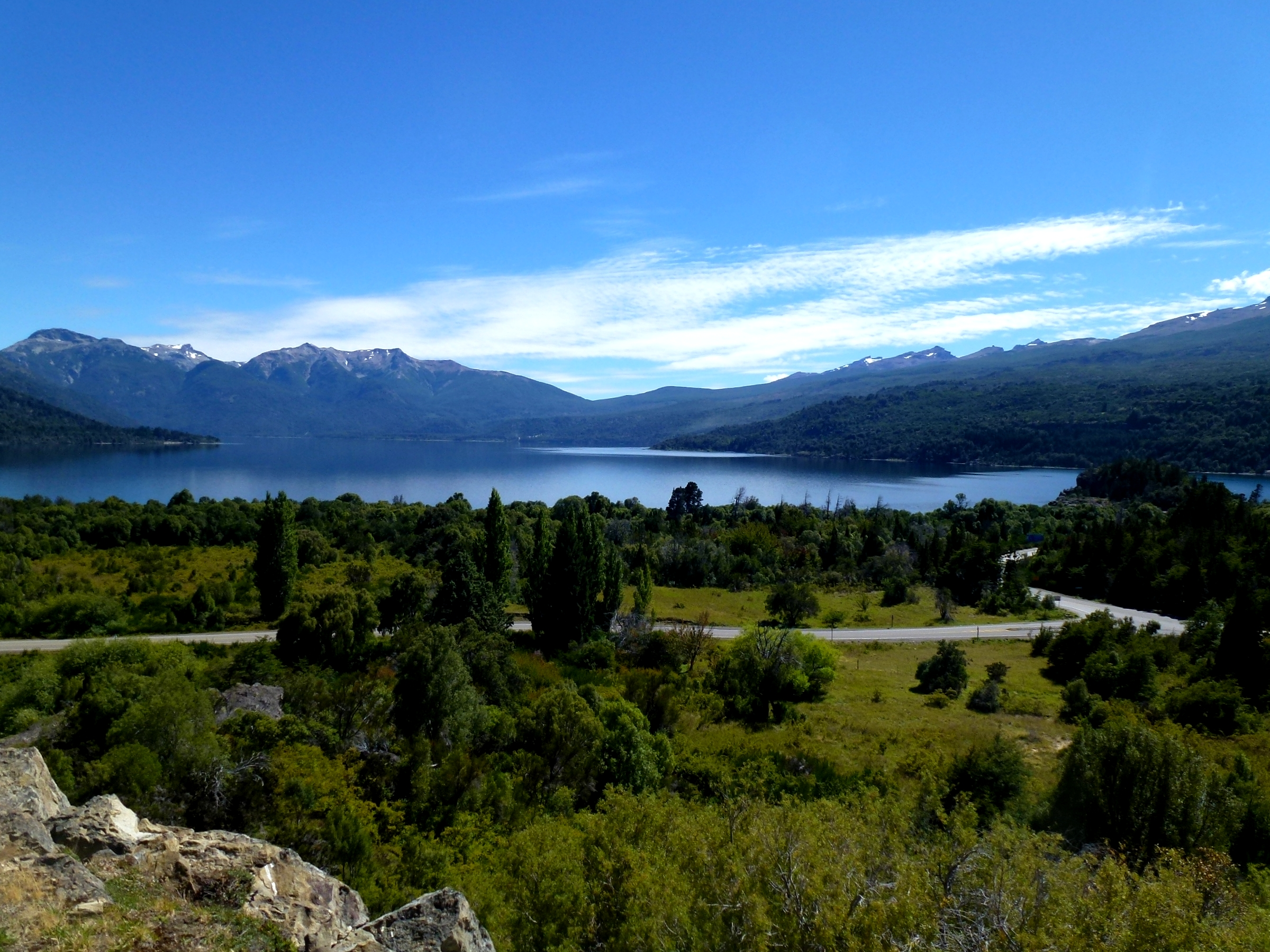
Una strada corre durante il bordo orientale del lago Futalaufquen dando accesso turistico al parco.

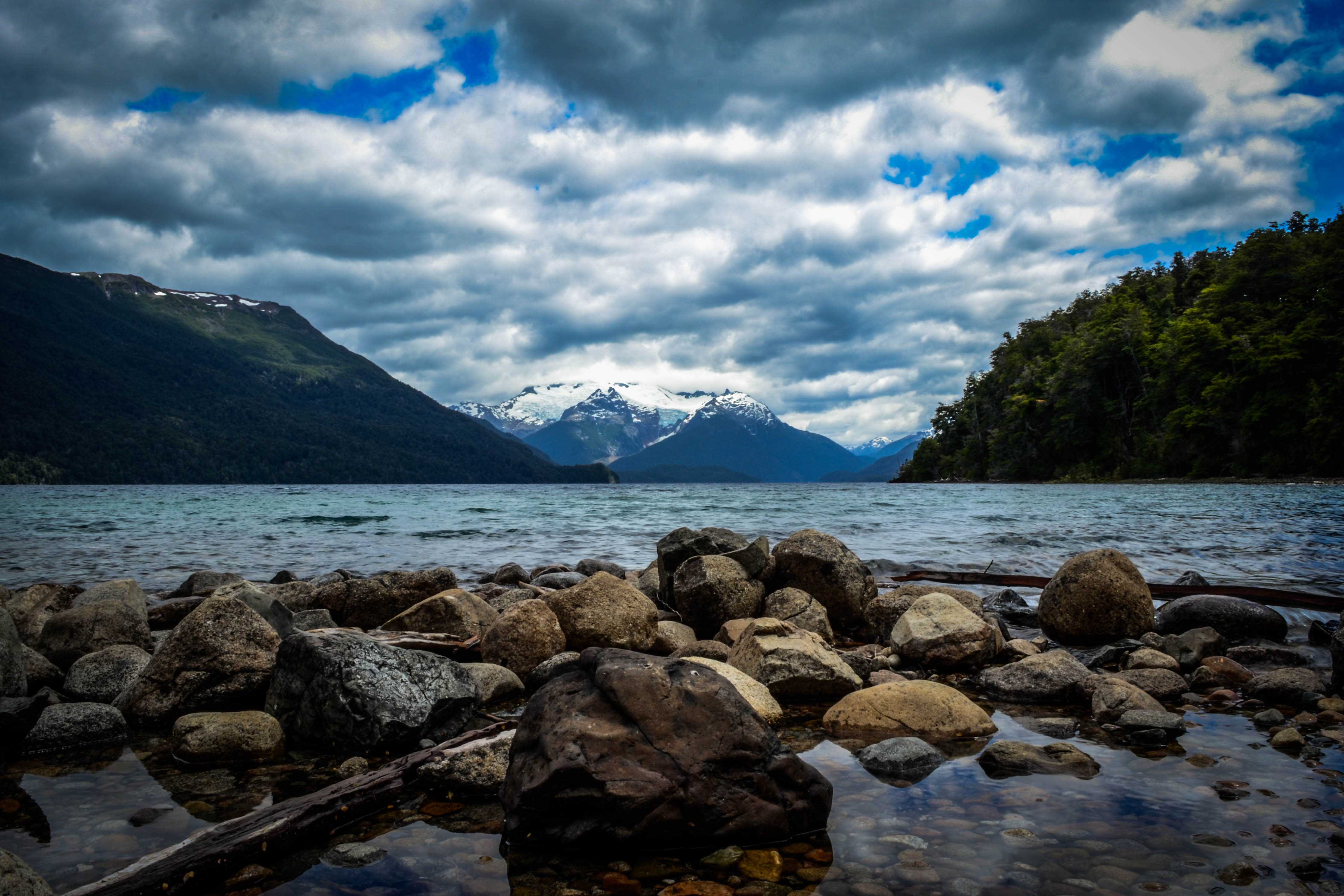
Lago Menéndez e il ghiacciaio Torrette o Torrecillas.

### Sistema idrico
Vi sono numerosi fiumi, laghi e stagni, cascate e ghiacciai sulle vette più alte. Il Parco conta 9 laghi: il Lago Futalaufquén, il Lago Menéndez, il Lago Rivadavia, il Lago Krügger, il Lago Verde, il Lago Cisne, il Lago Stange, il Lago Chico ed il Lago Amutui Quimei. Alcuni di questi laghi sono collegati tra loro. Il corso d'acqua più importante è il Fiume Futaleufú, che sfocia nell'Oceano Pacifico dopo aver attraversato la frontiera con il Cile.

## Flora
Con circa 4.000 millimetri di precipitazioni all'anno questa regione possiede uno dei boschi andino-patagonici più ricchi di vegetazione: il bosco valdiviano. In questo ambiente vive la Fitzroya cupressoides, una gigantesca conifera che, agli inizi del XX secolo, stava per estinguersi per via del taglio incontrollato delle foreste. La Patagonia argentina conserva una delle formazioni forestali più antiche e folte di questa specie, che era considerata sacra dalle popolazioni indigene. Lungo le rive del lago Menéndez vivono maestosi esemplari con un'età stimata intorno ai 4.000 anni, altezza di 75 metri e diametro di 3,5 metri.
Verso est, nella zona di transizione con la steppa, i boschi misti di Maytenus boaria e Austrocedrus chilensis diventano meno folti. Le pendici delle montagne sono coperte dalla vegetazione, creando un paesaggio di incredibile bellezza in cui si alternano laghi e fiumi.
La flora estranea introdotta dai primi coloni europei rappresenta, per il parco nazionale un grave problema per la conservazione della vegetazione autoctona. La rosa mosqueta, il lupino, la margherita ed altre specie di piante, cominciarono ad espandersi ai margini dei boschi e nelle radure, sostituendo le specie originarie. Anche il taglio illegale del legno e gli incendi impediscono il recupero delle diverse specie arboree a lento accrescimento, favorendo l'erosione. .

## Fauna
Il Parco rappresenta un rifugio per molte specie di mammiferi in pericolo come il pudu comune (Pudu puda), il felide Oncifelis guigna, la lontra di fiume meridionale (Lontra provocax) e, principalmente, il cervo andino (Hippocamelus bisulcus). Questo cervo della Patagonia si può osservare sul Cerro Riscoso, dichiarata zona critica per la conservazione della specie.

Nell'area del Parco nidificano molte specie di uccelli tra cui la vulnerabile colomba araucana (Patagioenas araucana), lo Scelorchilus rubecula, il Campephilus magellanicus, il Colaptes pitius, il Glaucidium nanum ed il Turdus falcklandii.
 
Come in altri Parchi del sud della Patagonia, le specie introdotte, come il cervo europeo, il daino e la lepre, causano seri problemi ai boschi. Per questa ragione nell'area protetta è permesso un sistema di caccia controllata a queste specie. Il visone fu introdotto nell'area negli anni tra il 1945 ed il 1960 al fine di abbattere il locale mercato delle pelli. Nel decennio del 1970 furono liberati e si moltiplicarono in tutta la regione pre-andina della Provincia di Chubut e della Provincia di Río Negro. Di abitudini carnivore, il visone si ciba di uccelli e delle loro uova, oltre che di piccoli mammiferi terrestri ed acquatici. Il bracconaggio rappresenta un pericolo per l'huemul e per il puma.

## Accessi
Per accedere al Parco Nazionale è necessario arrivare alla città di Esquel. Da lì si prende la Ruta Nacional Nº 259 fino alla Ruta Provincial Nº 71, che attraversa l'area protetta in direzione nord-sud. Seguendo questa via si arriva alla città di Villa Futalaufquen, centro amministrativo del Parco Nazionale. La strada continua verso nord collegando Villa Futalaufquen con la Ruta Nacional Nº 258, fino alla città di El Bolsón. Ad Esquel si trovano un aeroporto (a 38 km dal Parco Nazionale) ed una stazione per gli autobus.

## Attività

### Turismo
La città turistica di Villa Futalaufquen si trova all'interno dei confini del Parco Nazionale e vi si trovano il centro amministrativo, il Centro Informazioni ed il Museo del Parco, dove è possibile ottenere informazioni e permessi per la pesca. Vi si trovano inoltre stazioni di servizio, cabine telefoniche, ristoranti, camping ed alberghi. È possibile attraversare il Parco Nazionale grazie ad una rete di sentieri e di strade veicolari.

## Galleria d'immagini

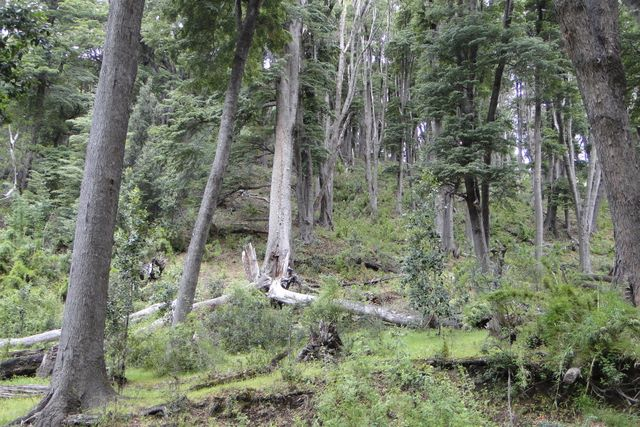
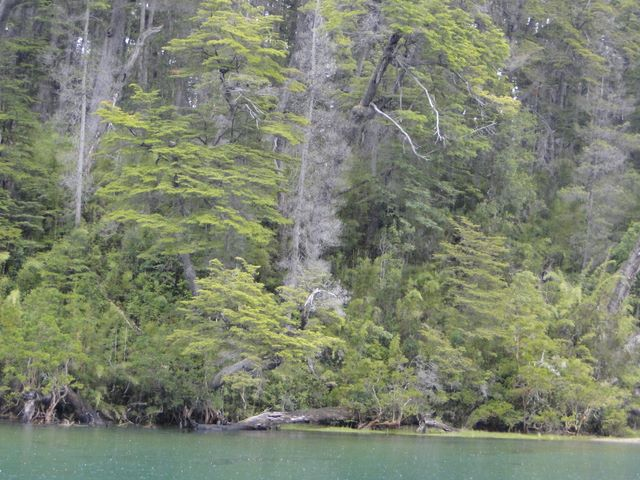
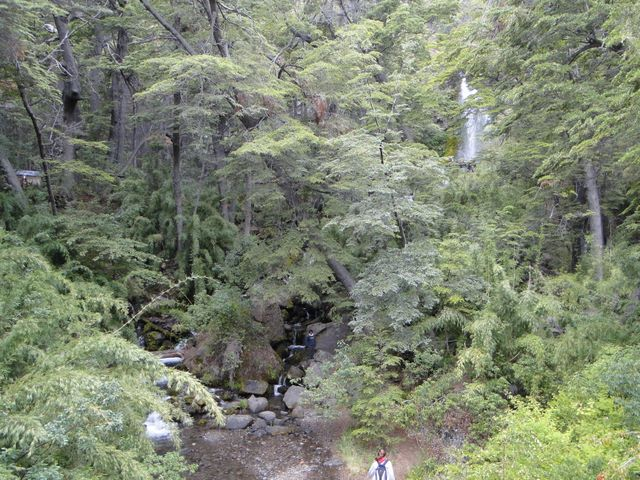
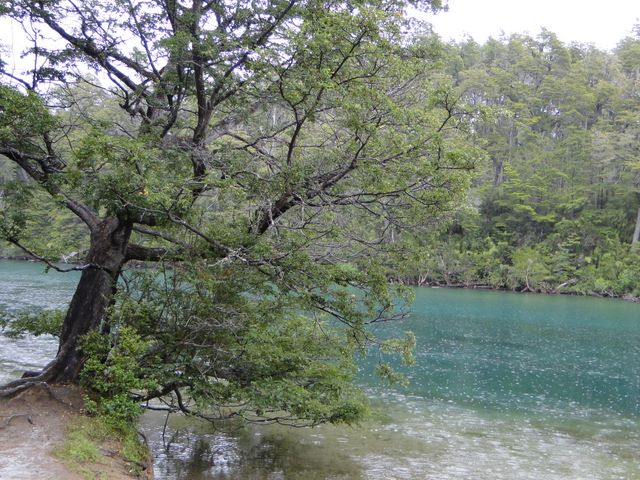
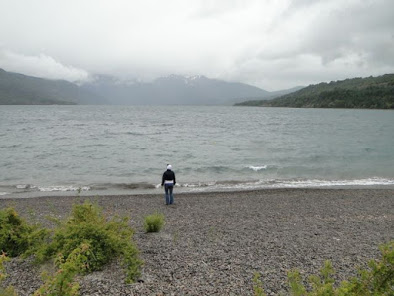
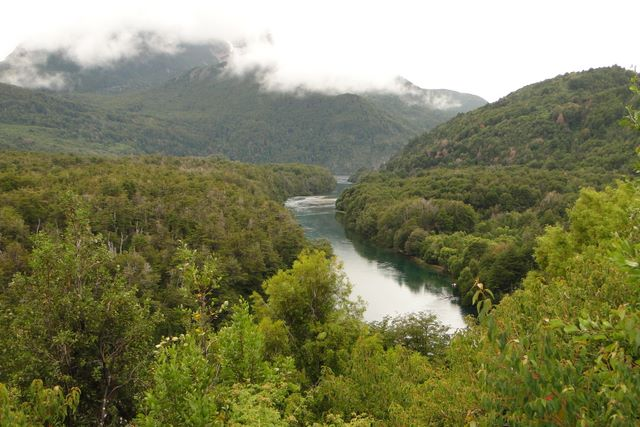
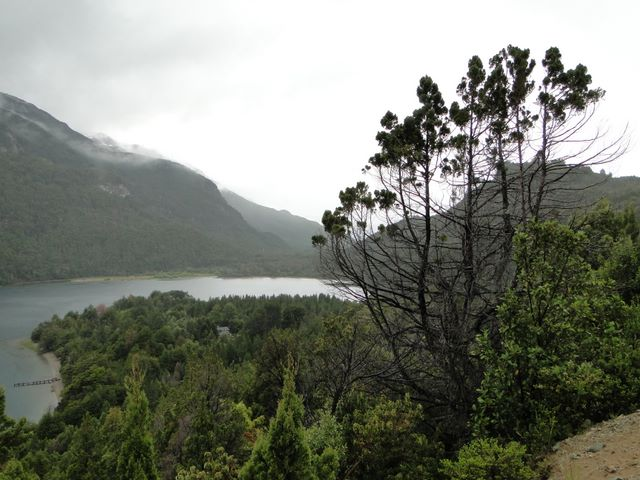
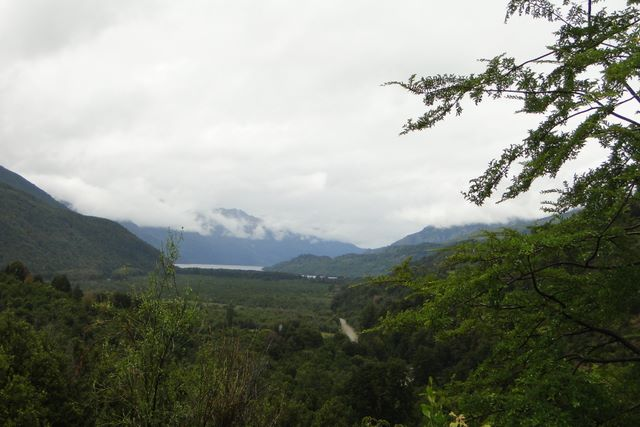